# 戊二胺
戊二胺（英語：pentanediamine）或称为二氨基戊烷（diaminopentane），分子式C5H14N2，可能指：
- 1,5-戊二胺（尸胺），CAS号：462-94-2
- 2,4-戊二胺，CAS号：591-05-9

|  | 这个同类索引页列出了具有相同或相似标题的化学条目。 除非您是有意链接至本页，否则应将相应条目的内部链接指向正确的条目。 |